# Acanthocladium
Acanthocladium es un género de plantas con flores perteneciente a la familia de las asteráceas. Comprende 111 especies descritas y de estas, solo 3 aceptadas. Es originaria de Australia.

## Taxonomía
El género fue descrito por William Mitten y publicado en  Proceedings of the Linnean Society of New South Wales 7: 102. 1883.

## Especies
A continuación se brinda un listado de las especies del género Acanthocladium aceptadas hasta julio de 2012, ordenadas alfabéticamente. Para cada una se indica el nombre binomial seguido del autor, abreviado según las convenciones y usos.
- Acanthocladium albialare M. Fleisch.
- Acanthocladium extenuatum (Brid.) Mitt.
- Acanthocladium hornschuchii M. Fleisch.